# Aménagement maritime
Pour les articles homonymes, voir Aménagement.
L'aménagement maritime consiste, en France, en l'aménagement du littoral dans sa partie continentale ainsi que dans la partie maritime du trait de côte. Cette notion est apparue dans les années 1990 en remplacement de l'aménagement littoral.

## Contexte
Les littoraux sont aujourd'hui confrontés à des problématiques très importantes et urgentes à traiter.  En effet, les territoires littoraux du Monde entier sont soumis à de nombreuses pressions. Celles-ci sont, de plus, croissantes depuis l'accélération de la seconde mondialisation qui se réalise depuis les années 1980.
Aujourd'hui la moitié des habitants de l'Europe vivent en zone côtière, c'est-à-dire à moins de 50 kilomètres du trait de côte. En France c'est un quart de la population qui vit dans cette zone.
Mais c'est depuis 50 ans que les potentialités maritimes sont mises en valeur, et que le littoral devient un espace de pressions très fort, avec notamment le « désir de rivage » qui est une revendication sociale arrivant avec l'avènement du temps libre.

## L'Aménagement maritime
L'aménagement maritime de la côte française est réalisé de longue date. Cependant, avant les années 1990, c'est le terme de d'aménagement littoral qui était utilisé. Cependant, cette dénomination ne rendait compte que la partie continentale d'une côte. En revanche, la notion d'aménagement maritime, prend en compte aussi bien les parties continentales que maritimes du trait de côte.
C'est dans ce sens qu'a été proposé en 1999 le concept de Pays maritime par Yves Lebahy. Ce concept, énoncé par la Loi pour l'Aménagement et le Développement des Territoires de 1995 (LOADT), définit les pays comme des territoires sur lesquels les acteurs locaux — élus, socio-professionnels, acteurs associatifs — définissent eux-mêmes un projet de développement global et prospectif. Par la suite, en 1999, Dominique Voynet, avec la Loi pour l'Aménagement et le Développement Durable des Territoires, va faciliter la création des Pays et leur donner une mission de développement plus soutenable. L'aspect maritime ajouté par Yves Lebahy a la volonté de montrer la pertinence de cet échelon territorial particulier, notamment sur les espaces côtiers.